# Stegomastodon
Stegomastodon és un gènere extint de mamífers proboscidis de la família dels gomfotèrids que visqueren a Nord-amèrica entre el Miocè superior i el Plistocè superior. Se n'han trobat restes fòssils als Estats Units i Mèxic. Alguns espècimens sud-americans anteriorment classificats dins de Stegomastodon han estat transferits a Notiomastodon. Tenia el crani alt, com els elefàntids, i el maxil·lar inferior curt i robust. Probablement era un animal pasturador.